# The Power of One (chanson)
Pour les articles homonymes, voir The Power of One.
The Power of One est une chanson de Donna Summer, sortie le 31 octobre 2000. La chanson est le 1er single extrait de la bande originale du film Pokémon 2 : Le Pouvoir est en toi, sortie le 18 juillet 2000. La chanson est écrite par Mark Chait et Mervyn Warren et composée par David Foster.

## Accueil
La chanson reçoit des critiques positives. Aux États-Unis, la chanson via plusieurs remixes atteint la 2de place au Billboard US Dance Club Songs.

## Pistes et formats

### US CD Single #1
1. Donna Summer: "The Power of One" (Album Version) - 3:50
2. Ralph Schuckett: "The Legend Comes to Life" (from "The Power of One" score) - 4:15

### US CD Single #2
1. "The Power of One" (Jonathan Peters' Club Mix) - 8:19
2. "The Power of One" (Tommy Musto Vocal Mix) - 8:15
3. "The Power of One" (Jonathan Peters' Sound Factory Club Mix) - 9:22
4. "The Power of One" (Tommy Musto Gel Dub) - 6:26

### US 12" single
Side A:
1. "The Power of One" (Jonathan Peters' Club Mix) - 8:16
2. "The Power of One" (Jonathan Peters Radio Mix) - 3:21

Side B:
1. "The Power of One" (Tommy Musto Vocal Mix) - 8:12
2. "The Power of One" (Musto Beats) - 2:44

### US 2x12" promo single
- A1. "The Power of One" (Jonathan Peters Club Mix) - 8:16
- A2. "The Power of One" (Tommy Musto Vocal Mix) - 8:12
- B1. "The Power of One" (Jonathan Peters Sound Factory Mix) - 9:22
- B2. "The Power of One" (Tommy Musto Gel Dub) - 6:24
- C1. "The Power of One" (Jonathan Peters Sound Factory Dub) - 10:20
- C2. "The Power of One" (Jonathan Peters Drum-A-Pella) - 9:22
- D1. "The Power of One" (Jonathan Peters Bonus Beats) - 8:57
- D2. "The Power of One" (Tommy Musto Beats) - 2:44

## Classement
| Chart (2000)                  | Peak position |
| ----------------------------- | ------------- |
| États-Unis (Dance Club Songs) | 2             |